# Valdemaluque
Valdemaluque è un comune spagnolo di 266 abitanti situato nella comunità autonoma di Castiglia e León.